# Мальса, Микаэль
Микаэ́ль Рамо́н Мальса́ (фр. Mickaël Ramon Malsa; 12 октября 1995, Париж, Франция) — мартиникский футболист, полузащитник клуба «Видад».

## Биография

### Клубная карьера
Родился в 1995 году в Париже. Заниматься футболом начинал в 7 лет в пригороде Парижа. В 2008 году перешёл в академию клуба «Булонь-Бийанкур», а в 2009 году перебрался в «Сошо». На взрослом уровне дебютировал в сезоне 2012/13 в составе фарм-клуба «Сошо Б». 8 февраля 2014 года Мальса дебютировал за «Сошо» Лиге 1, появившись в стартовом составе на выездной матч против «Лилля». Во французской элите игрок провёл 4 матча, но по итогам сезона «Сошо» вылетел в Лигу 2, где в следующем сезоне Мальса сыграл ещё 5 матчей.
Летом 2015 года подписал контракт с клубом второго дивизиона Бельгии «Антверпен». За «Антверпен» он отыграл один полноценный сезон, а по ходу следующего сезона 2016/17 ненадолго вернулся во Францию, в клуб третьей лиги «Авранш».
Летом 2017 года Мальса стал игроком нидерландского клуба «Фортуна» (Ситтард), выступающего в первом дивизионе Нидерландов, однако в новом клубе провёл лишь 5 матчей. В январе 2018 года игрок был отдан в аренду в греческий «Платаниас». Сезон 2018/19 Мальса также провёл в аренде в клубе испанской Сегунды «Альбасете». После окончания аренды подписал контракт с другим клубом Сегунды «Мирандес».

### Карьера в сборной
В 2014 году Мальса был вызван в сборную Мартиники на матчи финального этапа Карибского кубка 2014. На турнире он сыграл во всех трёх матчах группового этапа, но его сборная заняла лишь третье место в группе, чего оказалось недостаточно ни для выхода в плей-офф, ни для попадания на Золотой кубок КОНКАКАФ 2015.